# Volksabstimmungen in der Schweiz 1989
Dieser Artikel bietet eine Übersicht der Volksabstimmungen in der Schweiz im Jahr 1989.
In der Schweiz fanden auf Bundesebene drei Volksabstimmungen statt, im Rahmen zweier Urnengänge am 4. Juni und 26. November. Dabei handelte es sich um drei Volksinitiativen.

## Abstimmung am 4. Juni 1989

### Ergebnis
| Nr. | Vorlage                                                                                                  | Art | Stimm- berechtigte | Abgegebene Stimmen | Beteiligung | Gültige Stimmen | Ja      | Nein    | Ja-Anteil | Nein-Anteil | Stände | Ergebnis |
| --- | --- | --- | ------------------ | ------------------ | ----------- | --------------- | ------- | ------- | --------- | ----------- | ------ | -------- |
| 356 | Eidgenössische Volksinitiative «für ein naturnahes Bauern – gegen Tierfabriken (Kleinbauern-Initiative)» | VI  | 4'304'445          | 1'547'257          | 35,95 %     | 1'515'465       | 741'747 | 773'718 | 48,95 %   | 51,05 %     | 8:15   | nein     |

### Kleinbauerninitiative
Aus Enttäuschung über das unbefriedigende Ergebnis der parlamentarischen Debatten im Rahmen der Revision des Landwirtschaftsgesetzes beschlossen mehrere Linksparteien und die Kleinbauern-Vereinigung, nun umso stärker auf eine Volksinitiative zu setzen, die kurz zuvor im Februar 1985 eingereicht worden war. Diese verlangte einerseits einen besseren Schutz der kleinen und mittleren Bauern, andererseits eine liberalere Importregelung, womit sie die offizielle Agrarpolitik des Bundes in Frage stellte. Mit Subventionen unterstützt werden sollten nur noch landwirtschaftliche Betriebe, deren Tierhaltung über eine eigene Futterbasis verfügte. Ausgeschlossen waren somit sogenannte «Tierfabriken» mit Massentierhaltung. Der Bundesrat und das Parlament wiesen das Begehren zurück. Die Begünstigung kleiner Einheiten würde die Landwirtschaft nur noch mehr vom Markt wegdrängen, ausserdem könnten gewisse Anliegen der Initianten auch ohne Verfassungsänderung umgesetzt werden. Auf Seiten der Befürworter kämpfte Denner-Chef Karl Schweri mit grossen finanziellem Engagement, denn er erhoffte sich von der liberaleren Importregelung tiefere Preise für Konsumenten. Das Initiativkomitee wiederum legte den Fokus auf faire Einkommen für kleine und mittlere Bauern, die umweltfreundlicher produzieren würden als Grossbetriebe. Gegen die Vorlage stellten sich die bürgerlichen Parteien, Arbeitgeberorganisationen und der Bauernverband, die den Standpunkt vertraten, bei Annahme der Initiative würden bis zu 12'000 Betriebe verschwinden und die Landwirtschaft noch mehr vom Markt abgeschirmt. Eine sehr knappe Mehrheit der Abstimmenden lehnte die Vorlage ab, während das Ständemehr etwas deutlicher dagegen ausfiel.

## Abstimmungen am 26. November 1989

### Ergebnisse
| Nr. | Vorlage                                                                                              | Art | Stimm- berechtigte | Abgegebene Stimmen | Beteiligung | Gültige Stimmen | Ja        | Nein      | Ja-Anteil | Nein-Anteil | Stände | Ergebnis |
| --- | --- | --- | ------------------ | ------------------ | ----------- | --------------- | --------- | --------- | --------- | ----------- | ------ | -------- |
| 357 | Eidgenössische Volksinitiative «für eine Schweiz ohne Armee und für eine umfassende Friedenspolitik» | VI  | 4'320'988          | 2'989'326          | 69,18 %     | 2'956'918       | 1'052'442 | 1'904'476 | 35,59 %   | 64,41 %     | 2:21   | nein     |
| 358 | Eidgenössische Volksinitiative «pro Tempo 130/100»                                                   | VI  | 4'320'988          | 2'987'966          | 69,15 %     | 2'962'979       | 1'126'458 | 1'836'521 | 38,02 %   | 61,98 %     | 6:17   | nein     |

### Schweiz ohne Armee
Die Gruppe für eine Schweiz ohne Armee (GSoA) reichte im September 1986 eine Volksinitiative ein, welche die Abschaffung der Schweizer Armee forderte. Darüber hinaus forderte sie eine umfassende Friedenspolitik mit dem Ziel der Förderung von Selbstbestimmung und Solidarität unter den Völkern. Die Initianten selbst hielten ihr Ziel für völlig unrealistisch, wollten aber hauptsächlich ein Zeichen setzen und die Diskussion über die Neuausrichtung der Armee vorantreiben. Erwartungsgemäss war die Vorlage im Parlament völlig chancenlos, löste aber eine heftige Debatte aus. Während die bürgerlichen Parteien die Initiative geschlossen ablehnten, tat sich die SP mit einer einheitlichen Positionierung schwer und beschloss wie die Grünen Stimmfreigabe. Die Kampagne der Initianten fiel durch kreatives und innovatives Politmarketing auf, beispielsweise die «Stop the Army»-Konzerte auf dem Berner Bundesplatz. Namhafte Kulturschaffende wie Friedrich Dürrenmatt und Max Frisch setzten sich für das Anliegen ein, das durch den Fall der Berliner Mauer zwei Wochen vor der Abstimmung zusätzlichen Schub erhielt. Der Bundesrat und die übrige Gegnerschaft beriefen sich auf die bewaffnete Neutralität der Schweiz, die eine Armee zur Verteidigung des Territoriums voraussetze. Eine nachhaltige Friedens- und Entwicklungspolitik sei nur in Kombination mit einer funktionierenden Landesverteidigung möglich; ebenso sei die Milizarmee ein Grundpfeiler der Unabhängigkeit. Das Ergebnis war überraschend: Mehr als ein Drittel der Abstimmenden stimmten der Vorlage bei überdurchschnittlich hoher Beteiligung zu, ebenso die Kantone Genf und Jura. Die nachfolgende Vox-Analyse ergab, dass die 20- bis 30-Jährigen im Verhältnis 3:2 Ja zur Armeeabschaffung gestimmt hatten, während es bei den 30- bis 40-Jährigen zwei ungefähr gleich grosse Lager gab. Die Abstimmung löste einen politischen Prozess aus, der 1991 mit dem Auseinanderfallen der Sowjetunion zusätzlich an Dynamik gewann. An dessen Ende standen die Reformprogramme Armee 95 und Armee XXI, die eine massive Reduktion des Personal- und Materialbestandes zur Folge hatten.

### Tempolimits
1984 beschloss der Bundesrat als Sofortmassnahme gegen das Waldsterben die Reduktion der Tempolimits auf Ausserortsstrassen von 100 auf 80 km/h und auf Autobahnen von 130 auf 120 km/h. Unterstützt durch die Verbände ACS und TCS, lancierte der Automobiljournalist Bernhard Böhi eine Volksinitiative, mit der die früher gültigen Tempolimits in der Verfassung festgeschrieben werden sollten. Wie der Bundesrat wiesen auch beide Parlamentskammern die im Januar 1985 eingereichte Initiative deutlich zurück. Auf einen Kompromissvorschlag, nur das Tempolimit auf Ausserortsstrassen zu senken, ging der Bundesrat nicht ein, da er zuerst eine Elektrowatt-Studie über Massnahmen zur Reduktion der Luftverschmutzung abwarten wollte. Die Auto-Partei und die LPS unterstützten die Initiative, da sie eine Einschränkung der individuellen Freiheit befürchteten. Andererseits stiess die Argumentation der Automobilverbände, wonach es sich bei der Reduktion der Tempolimit lediglich um eine Schikaniererei der Automobilisten handle, besonders in der Romandie auf Resonanz. Auf Seiten der Gegner trat insbesondere ein Ärztekomitee in Erscheinung. Es wies auf die grosse präventive Wirkung von Tempolimits im Kampf gegen Verkehrsunfälle hin. Die bürgerlichen Parteien hielten die Verankerung von Tempolimits in der Verfassung für unnötig, während die Linken und die Umweltschutzverbände die Dringlichkeit von Massnahmen gegen das Waldsterben hervorhoben. Über drei Fünftel der Abstimmenden lehnten die Vorlage ab, wobei in allen mehrheitlich französischsprachigen Kantonen eine Ja-Mehrheit resultierte.